# 西村美紀
西村 美紀（にしむら みき、1985年7月2日 - ）は、大阪府出身の元プロボウラー。JPBA第38期生。ライセンスNo.408（2005年交付）。身長162cm、体重58kg。右投げ。血液型A型。
BS日テレの『ボウリング革命 P★League』にも「浪速のダイナミックボンバー」のキャッチフレーズで参戦中。4年間所属していた（株）サウンド・ストリーとは2011年2月20日に契約を終了。

## 来歴・人物
父親がプロボウラー西村邦彦、母親もアマチュアで2004年のNHK杯優勝の西村孝美というボウリング一家に育ち、小学5年の時にJBC入り。高校1年からの全日本ナショナルチーム参加を経て、2005年にプロテスト合格。プロ転向直後は伸び悩み気味だったが、2007年の軽井沢プリンスカップでプロ初勝利（優勝は2008年9月現在でこの1回のみ）。2008年の同大会の予選で初の公認パーフェクトを達成（結果は4位）。『ボウリング革命 P★League』には第14戦から参加、第26戦・第36戦・第38戦で優勝した。
投球時に腕を頭の上まで上げる「ライジングショット」と呼ばれるダイナミックなフォームでプレイする。
2011年から5年連続でトップシード（ポイントランキング18位以内）を獲得し、女子プロボウラーでは92人目のJPBA永久A級ライセンスを取得。
2016年9月20日、右手首の故障を理由にJPBAを退会。

## 優勝した大会
- 2007軽井沢プリンスカップ

## 成績

### Pリーグ（3位以内のみ掲載）
- 第19戦 第3位
- 第26戦 優勝
- 第29戦 第3位
- 第30戦 準優勝
- 第33戦 準優勝
- 第35戦 準優勝
- 第36戦 優勝
- 第37戦 準優勝
- 第38戦 優勝
- 第41戦 第3位
- 第43戦 準優勝
- 第1シーズンチャンピオン決定戦 第3位
- 第47戦 準優勝
- 第48戦 準優勝
- 第2シーズンチャンピオン決定戦 優勝
- 第50戦 準優勝
- 第3シーズンチャンピオン決定戦 優勝（シーズンチャンピオン連覇）
- 第53戦 準優勝
- 第60戦 第3位
- 第62戦 優勝
- 通算4勝、シーズンチャンピオン2回

## TV出演
- アメトーーク! (2011年8月18日、テレビ朝日) - 「Pリーグ芸人」のプレゼンターとして出演。
- 炎の体育会TV (2012年、TBSテレビ)
  - 炎の体育会TVスペシャル・スプリットクラッシュボウリング (2013年3月2日、TBSテレビ)
- 関ジャニの仕分け∞（2013年5月25日、テレビ朝日）

## 著書
- ゼロからはじめるボウリング入門（2010年1月13日、ぶんか社）